# Хърбърт Чапман
Хърбърт Чапман (19 януари 1878 – 6 януари 1934) е бивш английски футболист и мениджър. Той става един от най-успешните треньори в света през 20-те години на XX век, когато е начело на Арсенал. Умира от внезапна смърт през 1934 година.

## Кариера като играч
Като играч, Чапман е играл за голям брой клубове от Футболната Лига и аматьорските дивизии без да има особени успехи. Израства в школата на местния тим Кивътън Парк. През 1895 година той се премества в Аштън и започва да играе за аматьорския Аштън Норт Енд. Две години по-късно подписва със Стейлибридж Селтик, а през същата година – с Рочдейл 1896. И трите отбора по това време играли в регионалната лига на Ланкашър. През 1989 година се присъединява към играещия във Втора Дивизия Гримзби Таун, където играе и неговия брат Том. Там изиграва 10 мача и отбелязва 4 гола. Тимът започнал сезона зле и се намирал в дъното на таблицата. На Коледа Престън Норт Енд нанесли поражение на тима от Гримзби със 7:0 за ФА Къп. Скоро отборът изпада от Футболната лига и Хърбърт подписва с друг аматьорски отбор – Суиндън Таун. Там отбелязва два пъти за три мача, но е принуден за напусне, защото не успява да си намери работа в района на града. Кариерата му продължава във Шепи Юнайтед (1899 – 1900), Уърксоп Таун (1900 – 1901), Нортхямптън Таун (1901 – 1902), Шефилд Юнайтед (1902 – 1903), Нотс Каунти (1903 – 1905), Тотнъм (1905 – 1907) и отново Нортхямптън Таун (1907 – 1909).

## Кариера като мениджър
В продължение на 5 години Чапман е мениджър на Нортхямптън Таун (1907 – 1912). По-късно поема Лийдс Сити (1912 – 1918). През 1921 печели ФА Къп с Хъдърсфилд Таун. На финала тимът му побеждава Престън Норт Енд с 1:0 на стадион Стамфорд Бридж в Лондон. В края на сезона силите на тима се съсредоточават върху това да се спаси от изпадане. Хъдърсфилд завършва 14-и, а Чапман запазва мястото си в отбора. През 1923 година с напълно нов състав тимът на Хърбърт завършва трети в Първа Дивизия, а през следващия сезон печели титлата. През 1925 година успешно защитава успеха от миналия сезон и печели втора поредна титла.
В продължение на 9 години (1925 – 1934) Чапман е мениджър на Арсенал. В Арсенал най-често използваната тактика била 2-3-5. В мач за лигата, Нюкасъл побеждава артилеристите със 7:0. В следващия кръг тимът излиза с напълно преобразена система (3-2-2-3), наречена дубълве-ем (WM), заради разположението на играчите на терена. Топчиите печелят срещата с 4:0 срещу местния съперник Уест Хям. Скоро тактиката започва да се използва от много отбори по целия свят и остава актуална до средата на века. През сезон 1925 – 1926 отборът завършва втори в лигата, с пет точки зад бившия клуб на Чапман – Хъдърсфилд Таун. Те стават първия тим в Англия, печелил три поредни титли от Първа Дивизия. През 1927 Арсенал губи от Кардиф Сити на финала на ФА Къп с 0:1, след фатална грешка на вратаря Дан Люис. Чапман си поставя 5-годишен срок за успехи в клуба, а те не закъсняват. Във финала на ФА Къп през 1929 година, неговият тим побеждава Хъдърсфилд Таун с 2:0. През сезон 1931 – 1932 Арсенал не успява да спечели златен дубъл, след като завършва втори в лигата зад водача Евертън и губи на финала на ФА Къп от Нюкасъл Юнайтед. Арсенал печели три поредни титли през 1933, 1934 и 1935 година.

## Смъртта на Чапман
Чапман празнувал Нова година в Лондон, след което пътува на север, за да изгледа срещата между Бъри и Нотс Каунти на 1 януари 1934. На следващия ден пътува до Йоркшир, за да гледа следващия съперници на Арсенал – Шефилд Уензди. По-късно се връща в дома си, но отива в столицата, за да изгледа мача на третия отбор на Арсенал срещу Гилфорд Сити. Скоро заболява от пневмония и умира в ранните часове на 6 януари 1934. Погребан е в църквата Сейнт Мери в Хендън.